# Marco Furfaro
Marco Furfaro (né le 19 juin 1980 à Pistoia) est une personnalité politique italienne, membre du secrétariat national de Gauche, écologie et liberté, arrive deuxieme et pas élu député européen le 25 mai 2014 sur la liste L'Autre Europe avec Tsipras. Cependant Barbara Spinelli, tête de liste de l'Autre Europe, qui avait annoncé qu'elle devait renoncer à son mandat, même si elle était élue, revient sur sa décision le 7 juin 2014, en optant pour le siège de l'Italie centrale : l'élection de Furfaro est ainsi reportée sine die.
Il fait partie des fondateurs de Gauche et liberté en mars 2009.

## Biographie
Né à Pistoia de parents calabrais et élevé à Agliana (PT), il a obtenu son diplôme en économie d'entreprise à l'Université des Études de Florence en 2004 avec une thèse sur le rôle et l'influence du Fonds Monétaire International dans la crise financière asiatique,.
Il a travaillé comme coopérant à Mostar, puis à Bruxelles pendant quatre ans en tant que collaborateur et assistant parlementaire de l'eurodéputé Umberto Guidoni.